# Árjové

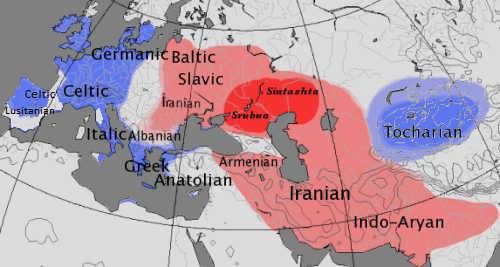
Indoevropské jazyky 500 př. n. l.

Árjové či Árijci je označení, které pro sebe používaly indoíránské kmeny, které přibližně v letech 1 500 – 800 př. n. l. osídlily dnešní Indii, Írán a přilehlé země. Z tohoto výrazu je odvozeno označení obou velkých větví indoíránských jazyků: indoárijský a íránský. Toto slovo mohlo mít jak etnický, tak sociální význam. Nejsou však důkazy, že by jej v etnickém smyslu používali Praindoevropané či jiní Indoevropané než Indoíránci.
V Indii se tři první varny, tedy bráhmani, kšatrijové a vaišjové, označovaly jako árjovské (árja), zatímco čtvrtá, tedy šúdrové, jako neárjovská (an-árja). Podle Jaana Puhvela toto rozdělení odkazuje na tmavší pleť (varna „barva“) domorodých obyvatel Indie.

## Etymologie
Na základě lingvistické analýzy lze předpokládat že se slovo árja, alespoň původně, používalo pro označení člena komunity jako protikladu cizince. *h4er „dát dohromady“, z kterého se vyvinulo *h4éros, později *h4éryos ve významu „člen něčí vlastní (etnické) skupiny, osoba stejného stavu, svobodný člověk“.
Z kořene *h4éros vychází:
- chetitské arā- „člen vlastní skupiny, osoba stejného stavu, společník, přítel“, z toho zase arāwa- „svobodný (od něčeho)“, arāwahh- „osvobodit“, arawanni- „svobodný, svobodný muž“
- lykijské arawa „svobodný (od něčeho)“ a arus „obyvatelé“)

Z kořene *h4éyros vychází védské:
- Árja „Árja, následovník védského náboženství“
- arja „milý, příznivý, připojený (k něčemu), upřímný, zbožný“
- ari „připojený (k něčemu),věrný, upřímně zbožný“, přibližně též „příbuzný“[pozn. 1]

a v dalších jazycích:
- avestánské airja „Árja, árjovský, íránský“
- staroperské arija „ Árja, árjovský“
- staroperské Arijánám „(země) Árjů, Írán“
- irské aire „svobodný člověk, šlechtic“ (nejisté)[1][3][5]

Kromě zmíněného výrazu Arijánám „Írán“ se v avestánštině objevuje také Airjánem vaédžah „prostor Árjů“ nebo Airjánám Kšathra „říše Árjů“, v středoperštině Erán véz nebo Erán Šahr. Původně toto slovo označovalo celé území obývané Íránci, nikoliv pouze dnešní Írán. Stejného původu je také starořecké označení Ariané – používané pro území mezi Persií a Indií. Velmi podobný výraz Aría byl používán pro území v okolí města Herát v dnešním Afghánistánu. Jako etnonymum je slovo árja použito například v nápisu perského krále Dáreia vládnoucího na přelomu 4. a 5. století př. n .l., který se označuje jako „Achajmenovec, Peršan, syn Peršana, Árja, árijského rodu.“.

## Árijská rasa
V souvislosti s tímto označením Indoíránců se koncem 19. století vyvinulo v některých evropských zemích učení o nadřazenosti árijské rasy, jejíž příslušníci jsou předurčeni k tomu, aby ovládali ostatní, „méněcenné“ rasy a národy. Tato hypotetická árijská rasa přitom byla účelově ztotožněna s národy germánské jazykové skupiny (v této souvislosti také někdy označována jako germánská, nordická rasa) a byla proto propagována zejména v imperiální Británii (např. spisovatel Rudyard Kipling psal o údělu bílého muže) a později v nacistickém Německu se dokonce stala součástí státní ideologie.
Existuje i teorie, která árijskou invazi na indický poloostrov považuje za koloniální konstrukt založený pouze na jazykové interpretaci Véd, argumentuje archeologickými nálezy (zvláště indicko-francouzským průzkumem pomocí družice SPOT) a rozborem DNA. V současné době je spíše názor takový, že opravdu k násilnému střetu mezi původními a novými obyvateli došlo a postupně se během 3000 let promísili.[zdroj?]